# Séry-Magneval
Séry-Magneval – miejscowość i gmina we Francji, w regionie Hauts-de-France, w departamencie Oise.
Według danych na rok 2010 gminę zamieszkiwało 298 osób, a gęstość zaludnienia wynosiła 50 osób/km².